# George DiCenzo

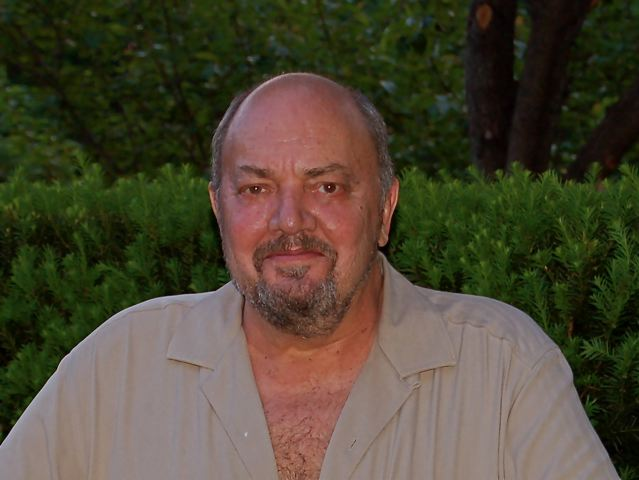
George DiCenzo

George Ralph DiCenzo (* 21. April 1940 in New Haven, Connecticut; † 9. August 2010 in Washington Crossing, Newtown, Pennsylvania) war ein US-amerikanischer Schauspieler.

## Leben
George DiCenzo besuchte das Union College im US-Bundesstaat New York. Er absolvierte eine Schauspielausbildung an der Yale University’s School of Drama. Im Verlaufe seiner Karriere als Schauspieler, die sich über 30 Jahre erstreckte, hatte DiCenzo zahlreiche Rollen in Kinofilmen, in Fernsehfilmen und Fernsehserien.
DiCenzo begann als Kinodarsteller Anfang der 1970er Jahre mit kleinen Rollen in Horrorfilmen, Actionfilmen und Krimis. Er hatte prägnante Charakterrollen in den Filmen Unheimliche Begegnung der dritten Art, Zurück in die Zukunft und Nochmal so wie letzte Nacht. Weitere Kinorollen hatte er in dem Thriller Verführe mich!, an der Seite von Burt Reynolds und Saffron Burrows, und 2001 in der britisch-italienischen Filmkomödie Hotel von Mike Figgis. Bekannt wurde er insbesondere auch durch die Rolle als Staatsanwalt und Buchautor Vincent Bugliosi in Helter Skelter, einem Fernsehfilm über den Verbrecher Charles Manson. 2004 spielte er den Baseball-Funktionär A. Bartlett Giamatti in Hustle, einem Fernsehfilm über das Leben des in Ungnade gefallenen Baseballspielers Pete Rose.
Ab den 1970er Jahren spielte DiCenzo zahlreiche Episodenrollen und Gastrollen in US-amerikanischen Fernsehserien, unter anderem in Der Chef, Detektiv Rockford – Anruf genügt, Rauchende Colts, Einsatz in Manhattan, Die Straßen von San Francisco, Die Waltons, Magnum, Mord ist ihr Hobby, NYPD Blue und Law & Order.
Gelegentlich arbeitete DiCenzo auch als Bühnendarsteller 1972 trat er im Martinique Theatre in New York City in der Rolle des Frank Eaton in dem Theaterstück Whitsuntide auf. In der Saison 1991/1992 trat er mit Nathan Lane am Broadway auf, in dem Stück On Borrowed Time von Paul Osborn, unter der Regie von George C. Scott. Außerdem arbeitete er als Sprecher für Zeichentrickfilme, für Hörbücher und Werbespots.
DiCenzo war auch als Schauspiellehrer und Schauspielcoach tätig. Er gründete ein eigenes Schauspielstudio „The Acting Studio“ in Philadelphia, wo er ab 1997 bis zu seinem Tode tätig war. Außerdem arbeitete er als Schauspiellehrer am Acting Studio in New York City.
DiCenzo war verheiratet. Er starb im Alter von 70 Jahren an den Spätfolgen eines Unfalls, den er einige Jahre zuvor erlitten hatte.

## Filmografie (Auswahl)
- 1970: Das Schloß der Vampire (House of Dark Shadows)
- 1971: Going Home
- 1972: Straße zum Jenseits (Across 110th Street)
- 1973: Der Chef (Ironside, Fernsehserie, 2 Folgen)
- 1973; 1975 Rauchende Colts (Gunsmoke, Fernsehserie, 2 Folgen)
- 1974: Detektiv Rockford – Anruf genügt (The Rockford Files, Fernsehserie, eine Folge)
- 1974; 1975: Die Straßen von San Francisco (The Streets of San Francisco, Fernsehserie, 2 Folgen)
- 1975: Cannon (Fernsehserie, eine Folge)
- 1975: Einsatz in Manhattan (Kojak, Fernsehserie, eine Folge)
- 1976: Helter Skelter – Die Nacht der langen messer (Helter Skelter)
- 1977: Unheimliche Begegnung der dritten Art (Close Encounters of the Third Kind)
- 1979: Die Waltons (The Waltons, Fernsehserie, 2 Folgen)
- 1979: Ein Rabbi im Wilden Westen (The Frisco Kid)
- 1981: The Gangster Chronicles (Fernsehserie)
- 1981: Bis zum letzten Schuß (Gangster Wars)
- 1983: Starflight One – Irrflug ins Weltall (Starflight: The Plane That Couldn't Land)
- 1984: Magnum (Magnum, p.i., Fernsehserie, eine Folge)
- 1984–1985: Der Denver-Clan (Dynasty, Fernsehserie, 9 Folgen)
- 1984–1994: Mord ist ihr Hobby (Murder, She Wrote, Fernsehserie, 6 Folgen)
- 1985: Das Geheimnis des Zauberschwertes (The Secret of the Sword)
- 1985: Zurück in die Zukunft (Back to the Future)
- 1986: Nochmal so wie letzte Nacht (About Last Night)
- 1988: Pippi Langstrumpfs neueste Streiche (The New Adventures of Pippi Longstocking)
- 1990: Matlock (Fernsehserie, eine Folge)
- 1990: Der Exorzist III (The Exorcist III)
- 1992: Tod in den Augen (Gypsy Eyes)
- 1992; 1997: Law & Order (Fernsehserie, 2 Folgen)
- 1995–1996: New York Cops – NYPD Blue (NYPD Blue, Fernsehserie, 2 Folgen)
- 2001: Verführe mich! (Tempted)
- 2001: Criminal Intent – Verbrechen im Visier (Fernsehserie, Staffel 1, Folge 5)
- 2001: Hotel
- 2004: Hustle (Fernsehfilm)
- 2006: Kids – In den Straßen New Yorks (A Guide to Recognizing Your Saints)